# جون س. شيهان
جون س. شيهان (بالإنجليزية: John C. Sheehan) هو أستاذ جامعي وكيميائي أمريكي، ولد في 23 سبتمبر 1915 في باتل كريك في الولايات المتحدة، وتوفي في 21 مارس 1992 في كي بيسكاين في الولايات المتحدة.